# Fundación Wayuu Taya
La Fundación Wayúu Tayá es una fundación sin ánimo de lucro que ayuda a las comunidades indígenas en Latinoamérica. Además, busca mejorar la calidad de vida de éstas conservando sus culturas y tradiciones en el mundo actual.

## Misión
La Fundación Wayúu Tayá fue creada con el objetivo de ayudar a mejorar la calidad de vida de las comunidades indígenas en Latinoamérica, manteniendo y respetando sus tradiciones, culturas y creencias. La labor humanitaria se concentra en comunidades con necesidades primarias y problemas como la pobreza extrema y las deficiencias educativas que afectan el desarrollo integral de los niños.

## Objetivos
- Diseñar e implementar programas para mejorar la calidad de vida de las comunidades indígenas, respetando su autonomía y herencia cultural.

- En alianza con otras organizaciones, crear centros comunitarios que permitan la integración de servicios en las áreas de salud, medicina, nutrición y educación preescolar y primaria para las nuevas generaciones indígenas.

- Habilitar espacios adecuados para que las mujeres indígenas puedan trabajar y generar un ingreso, al tiempo que preserven sus tradiciones y costumbres.

La Fundación trabaja en conjunto con organizaciones aliadas y con Wayúu Tayá Foundation, organización con base en Nueva York.

## Historia
Wayúu Tayá es una organización no gubernamental fundada por la actriz y modelo Patricia Velásquez, en el año 2002. Desde su creación, la fundación ha concentrado sus esfuerzos en ayudar a la comunidad wayú que hoy en día cuenta con aproximadamente 450.000 habitantes en Colombia y Venezuela. En el año 2011 firmó un acuerdo con La Universidad del Zulia para diseñar e implementar de manera conjunta iniciativas de desarrollo social y cultural de las comunidades wayús.

## Actividades
La fundación mantiene tres escuelas en la guajira venezolana, en el estado Zulia. Adicionalmente a esto, mantiene un centro comunitario wayú y en diciembre de 2011 presentó un diccionario de computación en idioma wayú que desarrolló junto a la empresa Microsoft.